# Voss (Dakota du Nord)
Pour les articles homonymes, voir Voss (homonymie).
La zone non incorporée de Voss est située dans le comté de Walsh, dans l’État du Dakota du Nord, aux États-Unis. Voss se trouve 6,3 km à l’ouest de Minto,.

## Source
- (en) Cet article est partiellement ou en totalité issu de l’article de Wikipédia en anglais intitulé « Voss, North Dakota » (voir la liste des auteurs).

1. ↑  (en) Voss, Geographic Names Information System
2. ↑  [PDF](en) Walsh County, North Dakota General Highway Map, North Dakota Department of Transportation], 2006, PDF (lire en ligne), p. 2.